# Robot Framework
A Robot Framework egy generikus tesztautomatizálási keretrendszer az átvételi teszteléshez és az átvételt vizsgáló fejlesztéshez (ATDD). Ez egy kulcsszóvezérelt tesztelési keretrendszer, amely táblázatos tesztadatszintaxist használ.

## Történelem
A Robot Framework alapötletét Pekka Klärck a 2005-ös diplomamunkájában dolgozta ki. Az első verziót a Nokia Networks ugyanabban az évben ki is fejlesztette. A 2.0-s verzió nyílt forráskódú szoftverként került kiadásra 2008. június 24-én, a 3.0.2 verzió pedig 2017. február 7-én jelent meg.
A keretrendszer a Python programnyelv használatával készült, és aktív közreműködői közösséggel rendelkezik. Az Apache License 2.0 alatt kiadható és letölthető a robotframework.org oldalról.

## Leírás
A vizsgálati eseteket táblázatos formában írt kulcsszavak tesztelési módszerével írják le. Ezek a táblázatok szöveges formában, HTML-formátumban, tabbal szétválasztott értékekkel (TSV) vagy a reStructuredText (reST) formátumú fájlokban írhatók le bármely szövegszerkesztőben vagy a Robot Integrated Development Environment (RIDE) segítségével. A RIDE egyszerűsíti a tesztesetek írását a keretspecifikus kód kitöltésével, a szintaxiskiemeléssel stb.

## Példák
A következő teszt eset a Helló, világ példát valósítja meg:
| Teszt eset | Akció | Paraméter   |
| ---------- | ----- | ----------- |
| Demo       | Log   | Helló világ |

Ezt a következőképpen lehet leírni: Log egy beépített kulcsszó, amely az adott paramétert a Robot Framework által létrehozott tesztjelentésbe rögzíti.
A SeleniumLibrary segítségével a tesztek írása a webes alkalmazásokra is nagyon könnyűek:
| Teszteset | Akció        | Paraméter              | Paraméter             |
| --------- | ------------ | ---------------------- | --------------------- |
| Demo      | Open Browser | https://www.google.com | ie                    |
|           | Input Text   | id=lst-ib              | Hollywoodi Hírességek |
|           | Click Button | Google Search          |                       |

Ez a teszt megnyit egy új Internet Explorer böngésző ablakot, majd végrehajt egy internetes keresést.

## Add-ons
Ezek a könyvtárak legjobban a Pythonban valósíthatók meg, de Java vagy .Net is használható.
Más nyelvek, például a Perl, a Javascript és a PHP is használhatóak a könyvtárakhoz, a távoli könyvtárfelület használatával, további információkért lásd a Robot Framework felhasználói útmutatóját és a dokumentációt.

## Fordítás
Ez a szócikk részben vagy egészben  a   Robot Framework című angol Wikipédia-szócikk ezen változatának fordításán alapul.  Az eredeti cikk szerkesztőit annak laptörténete sorolja fel. Ez a jelzés csupán a megfogalmazás eredetét és a szerzői jogokat jelzi, nem szolgál a cikkben szereplő információk forrásmegjelöléseként.